# Yves Plasseraud
Yves Plasseraud, né le 24 juin 1939, à Boulogne-Billancourt en France, est docteur en droit, spécialisé en propriété intellectuelle. Il a été conseil en propriété industrielle.
Il est également engagé dans la défense des droits des minorités ethniques, culturelles et religieuses. Cofondateur et président de l'association Groupement pour les Droits des minorités, il est spécialiste de l'Europe médiane, en particulier des Pays baltes,,.

## Biographie

### Jeunesse et formation
Un ouvrage tiré de sa thèse La protection des inventions en URSS et dans les républiques populaires d’Europe a été publié aux Éditions Litec en 1969 en collaboration avec Martine Hiance. Un deuxième ouvrage intitulé Brevets et sous-développement. La protection des inventions dans les pays du tiers monde, également coécrit avec Martine Hiance, a été publié en 1972 (Litec).

### Carrière professionnelle
Il a commencé sa carrière au Cabinet Plasseraud dont son père était associé, avant de devenir lui-même associé en 1974.
En 1985, il a quitté le Cabinet Plasseraud et a cofondé le cabinet Ernest Gutmann-Yves Plasseraud (EGYP) avec Ernest Gutmann.
Au cours de sa vie professionnelle, il a publié plusieurs ouvrages de propriété intellectuelle, dont Paris 1883: L'État et l'invention, histoire des brevets et L'État et l'invention, histoire des brevets, tous deux rédigés en collaboration avec François Savignon,.
En 2018, il a coécrit avec sa fille, Marie-Gabrielle Plasseraud, un livre intitulé Typicité : valorisation du patrimoine, présentant plusieurs décennies d'expérience sur la façon dont les régions parviennent à valoriser les terroirs et leurs produits.

### Protection juridique des minorités
Le 24 janvier 1977, il a cofondé le Groupement pour les Droits des Minorités (GDM) avec Gérard Chaliand (écrivain), Alain Fenet (professeur de droit) et Olivier Mongin (philosophe et journaliste), suivant le modèle du Minority Rights Group (MRG) britannique.
Le GDM a été représenté lors de diverses conférences de rédaction d’instruments du Conseil de l'Europe et de l’Union européenne. Yves Plasseraud a également donné pendant plusieurs années des cours au Collège international de défense (CID) de Paris sur les minorités ethniques et culturelles et la géopolitique.
Soucieux de sensibiliser le public à la défense des droits des minorités ethniques, culturelles et religieuses,, il a rédigé une dizaine de livres sur ces sujets, dont un Atlas Européen des Minorités publié aux éditions Autrement (2005).
Depuis 2000, il est membre de l'Association for the Study of Nationalities (ASN) et participe aux conventions annuelles de celle-ci à l'Université Columbia (New York), donnant des conférences et animant des tables rondes.

### Pays baltiques
Un autre domaine d'intérêt d’Yves Plasseraud concerne le statut et le devenir des États baltiques et de leurs minorités. Il a notamment étudié l’histoire des Juifs de la région baltique, en particulier des Litvaks de l'ancienne Lituanie, et a publié plusieurs livres sur ce thème en collaboration avec Henri Minczeles et Suzanne Pourchier-Plasseraud.
Il a été président de l'Association France-Estonie de 1991 à 1995. Il a également contribué, avec Suzanne Champonnois, à la fondation de l'Association France-Lettonie en 1996.
En 2015, il a publié Irena Versaité : Tolerance and involvement, une biographie de son amie Irena Veisaite, survivante de la Shoah et militante des droits culturels et humains à Vilnius.

## Décorations
- L’Ordre de la Croix de Terra Mariana[26]
- L’Ordre du Grand-Duc Gediminas de Lituanie, 5e Croix de Chevalier[27]
- La Médaille commémorative du 13 janvier[28]

### Propriété intellectuelle

#### Ouvrages personnels ou en collaboration
- La protection des inventions en URSS et dans les républiques populaires d'Europe, avec M. Hiance, Litec, 1969.
- Brevets et sous-développement, la protection des inventions dans les pays du tiers monde, avec M. Hiance, Litec, 1972.
- Choisir, protéger et gérer vos marques (Série Droit et entreprise), Éditions d’Organisation (ISBN 978-2-708-10356-6).
- Paris 1883 : Genèse du droit unioniste des brevets, en collaboration avec F. Savignon, Litec, 1983 (ISBN 978-2-711-10455-0).
- L'État et l'invention, histoire des brevets, en collaboration avec F. Savignon, Paris, La Documentation Française, 1986 (ISBN 978-2-110-01647-8, lire en ligne).
- Entreprise et propriété industrielle, Cabinet Plasseraud, Europrotection, 1983.
- Le nouveau droit chinois des brevets d'invention, avec C. Grosset-Fournier, EGYP, 1987.
- Les Marques, avec M. Dehaut & C. Plasseraud, Francis Lefebvre, 1994 (ISBN 978-2-851-15253-4, lire en ligne).
- Les AOC, avec Martine Dehaut, EGYP.
- Typicité, La valorisation du patrimoine, en collaboration avec Marie-Gabrielle Plasseraud, TIR, Rennes, 2018 (ISBN 978-2-917-68140-4).

#### Ouvrages collectifs
- European Patent Law and Practice, (M. Stiefel & J. Gevers), Practicing Law Institute, New York, 1970.
- Piraterie et contrefaçon de marques dans les pays du Marché commun, Paris, EGYP, 1985.
- De Dienstmerken, Les marques de service, RDC-TBH, Bruxelles, 1987.
- Die Neuregelung des gewerblichen Rechtschutzes in China, Munich, GRUR Abhandlungen, 1988 (ISBN 978-3-527-26920-4, lire en ligne).
- Interfaces between Trademarks, Geographical Indications and Designations of Origin in Europe, ECTA, Crète, 24-27 mai, 2000.
- Les instruments juridiques reconnus par l’OMC: IGP, marques collectives, certifications, labels, in Les ressources génétiques végétales et le droit dans les rapports Nord-Sud, Bruylant, 2004.

#### Articles scientifiques
- “Droit communautaire des ententes”, Bulletin de la Compagnie des Conseils en propriété industrielle (CBI).
- "La nouvelle loi française sur les brevets", Rassegna della proprietà Industriale, Litteraria e Artistica (RPILA), No 14 - décembre-janvier, 1967.
- “Le commerce Est-Ouest et la propriété industrielle”, RPILA, Milan, 1968.
- “La marque de spécialité pharmaceutique”, CBI Informations, no 11, mars 1975.
- “La recherche d’antériorités en matière de marques”, CBI Informations, no 15, 3° trimestre 1976.
- “Marques et langues régionales”, Revue de propriété Industrielle, Littéraire et Artistique (RIPIA), ca. 1976.
- “La marque de fabrique, de commerce ou de service dans l’industrie pharmaceutique”, Bulletin de l’Ordre des pharmaciens No 278, octobre - novembre 1984.
- “Ancré dans le terroir français… le système des appellations d’origine”, Le Monde diplomatique, avril 1988.
- “La lucrative industrie de la contrefaçon”, Le Monde diplomatique, avril 1988.
- “La déclaration française des droits de l’homme et sa filiation. La protection des inventions" (décrets de janvier et mai 1791), Droits d’auteurs et droits de l’homme, INPI, 16 et 17 juin 1989.
- "Intellectual Property Enforcement Practices in the Judiciary, Customs and Police", OMC/OMPI/OSIM, Mangalia (Ro), juin 6-8, 2001.

### Ouvrages sur le thème des minorités et de l’identité

#### Ouvrages personnels ou en collaboration
- Une et (in)divisible, Nature et Bretagne, 1980.
- Ethnisme et extrême- droite, Celsius, numéro spécial, février 1987.
- Histoire de France, mythes et réalités, (avec S. Citron & C. Guyonvarc'h), Analyse Laïque, 1995 (ISBN 978-2-865-86355-6, lire en ligne).
- Les minorités, Clés, Montchrétien, 1998 (ISBN 978-2-707-61074-4, lire en ligne).
- L'identité, Clés, Montchrétien, 2000 (ISBN 978-2-707-61176-5).
- Atlas des minorités des États d’Europe, (ed.), Autrement, 2005 (ISBN 978-2-746-70629-3, lire en ligne).
- L’Europe et ses minorités, PUG, Grenoble, 2012 (ISBN 978-2-706-11749-7, lire en ligne).
- Les identités des peuples d’Europe, Armeline, 2016 (ISBN 978-2-910-87850-4).
- Идентичность народов Европы [« L’identité des peuples d’Europe »], Moscou,‎ 2019 (ISBN 978-5-4469-1608-5, lire en ligne).

#### Ouvrages collectifs
- Qu’est-ce qu’une minorité en France aujourd’hui? : Les minorités l'âge de l'État-nation, Fayard, 1985 (ISBN 978-2-213-01656-6).
- Les revendications des minorités autochtones de France métropolitaine deux siècles après 1789 : Les minorités et leurs droits depuis 1789, L'Harmattan, 1989 (ISBN 978-2-718-30444-1, lire en ligne).
- Nouvelle Europe: minorités et réfugiés, GDM, 1993 (ISBN 978-2-906-58914-8, lire en ligne).
- Les minorités et leur protection, Encyclopedia Universalis, 1997 (ISBN 978-2-852-29324-3).
- Nouvelle Europe et minorités, in: Questions contemporaines de minorités: Diversité culturelle, fédéralisme et prévention des conflits, Conférence OSCE, 2006 sur la mise en œuvre des engagements concernant la dimension humaine (Varsovie 2-12 octobre 2006), CGRI, Bruxelles, 2007.
- Tallinn Conference on Conceptualizing Integration : (octobre 18-19 - 2007), Tallinn, Integration Foundation, 2008 (ISBN 978-9-985-99120-6, lire en ligne).
- "Typologie des minorités ethniques, culturelles et religieuses" : in Bretons, Indiens, Kabyles … Des minorités nationales?, Rennes, PUR, 2009 (ISBN 978-2-753-50801-9, lire en ligne).
- Les minorités ethniques et linguistiques en Europe, Rencontres européennes, Actes de la Fondation Joseph Karolyi, Budapest, 2012.
- Les langues de France et la ratification de la charte des langues régionales ou minoritaires, Strasbourg, Klein, Pierre, Initiative citoyenne alsacienne, 2013 (ISBN 978-1-291-57674-0, lire en ligne).
- Yves Person un historien de l’Afrique engagé dans son temps, Paris, ed. Becker, Charles, & al, IMAF-Karthala, 2015 (ISBN 978-2-811-11412-1, lire en ligne).
- Panarchy, Political theory of non-territorial states, Tucker, Aviezer, de Bellis, Gian Piero de Bellis (eds.)  Routledge, 2015 (ISBN 978-0-815-37059-8, lire en ligne).
- Minorités et mondialisation, Rennes, ed. Le Coadic, Ronan, BCD, 2016 (ISBN 978-2-954-85131-0, lire en ligne).
- Panarchia, Un paradigma per la società multiculturale, ed. De Bellis G-P, FSC, Ladispoli (RM), 2017 (ISBN 978-8-894-83009-5, lire en ligne).
- Svoi i tchoujnie. Metamorfosi identitnosti na vostoke i zapade Evropi, [« Soi-même et les autres, la métamorphose des identités à l’Est et à l’Ouest de l’Europe »], Moscou, ed. Filippova, Elena & al, Académie des sciences de Russie, Goriatchaia linaia (Hotline) – Telekom, 2018 (ISBN 978-5-991-20783-6, lire en ligne).
- В Амелин, Les nôtres et les autres. Retour épistémologique sur la perception des identités en Europe, Elena Filippova, Yann Bévant, Yves Plasseraud, Sergey Sokolovskiy,‎ 2019 (ISBN 978-5-421-10244-1, lire en ligne).
- Peuples en lutte, ed. Blanchard, J-F, Choplin, R. Le Coadic, R.,TIR, 2021 (ISBN 978-2-917681-56-5, lire en ligne).
- Région, Régionalisation, Régionalisme, Strasbourg, ed. Klein, Pierre, ID Éditions, 2022 (ISBN 978-2-367-01246-9, lire en ligne).

#### Articles scientifiques
- “Do Ethnic Minorities exist in France in 1984?”, Razprave in Gradivo, décembre 1984, page 53-61.
- “Le bilinguisme dans l’enseignement en France: le cas des langues régionales”, Razprave in Gradivo (Treatises and Documents), no 18, mars 1986.
- “L’identité”, Article 31, août 1986.
- “Éveils minoritaires et luttes d’émancipation nationales: essai de typologie”, Études polémologiques, No 43, mars 1987.
- “Pourquoi l’identité? Pourquoi les luttes culturelles?”, Le Peuple Breton, juillet/ août 1987.
- “Identité : Yves Plasseraud répond”, Le Peuple breton, décembre 1987.
- “Les identités culturelles contre le racisme”, Celsius, décembre 1987.
- “Droit à la différence ou société métisse?”, Celsius, janvier 1988.
- “Lumières et ombres de l’identité ethnique”, Razprave in gradivo (Treaties and Documents), St.21, décembre 1988.
- “Un peuple moral”, Land un Sproch, décembre 1988.
- “Moldavie soviétique et conscience identitaire roumaine”, Celsius, juillet-août 1989.
- “Moldavie soviétique et conscience identitaire roumaine”, Le Peuple Breton, janvier 1990.
- “Le nationalisme albanais”, Le Peuple Breton, juin 1990.
- “Indépendantisme, autonomisme, le terrorisme régional est minoritaire”, (Interview d’Antoine Fouchet), La Croix, 11 juin 1990.
- “Minorités nationales, nationalisme et racisme en Europe de l’Est”, MRAX – Information (Bruxelles), No 59, juin 1990.
- “Pour ou contre l’identité ? Identitarisme, nationalisme et exclusion”, Peuple Breton, juillet - août 1992.
- “Minorités et régions”, Les enjeux de l’Europe, No 9, automne 1992.
- “Les minorités ethniques ou nationales en Europe centrale et orientale; handicap ou richesse?”, Diagonales Est - Ouest, No 9, avril 1993.
- “La conscience d’être différent”, Courrier de l’UNESCO, juin 1993.
- “Les minorités, enjeu géopolitique”,  Le Peuple breton, janvier 1994.
- “Rencontre, Militant des droits des minorités”,  La lettre de la rue Saint Guillaume, 57, novembre 1993.
- “Le retour du nationalisme ethnique”, Ar Falz, No 82-83, 1994.
- “Les minorités en Europe médiane: tensions et conflits potentiels”, La Nouvelle Alternative, no 43, septembre 1996.
- “Le nationalisme et son double”, Le Peuple breton, novembre 1996.
- “L’autonomie culturelle personnelle et les minorités nationales dispersées”, Le Peuple breton, novembre 1997.
- “Les minorités en Ukraine”, La Nouvelle Alternative, septembre 1999,
- “La résistible émergence du «peuple corse»”, Le Monde, 6 avril 2000. (avec H. Giordan, B. Étienne, S. Citron, C. Guyonvarc'h, R. Lafont)
- “L’histoire oubliée de l’autonomie culturelle”, Le Monde diplomatique, mai 2000.
- “Le révisionnisme breton …Encore un mot …”, Diasporiques, novembre 2000.
- “États - nations et minorités en Europe”, Plurielles, Les Juifs et l’Europe, No 9, 2001.
- Identity and Sustainable Development. Promoting Cities and States in the Global Market, Riga 14-15 novembre 2002.
- “Un jour avec …Yves Plasseraud, «défenseur des minorités», Le Peuple breton, mai 2004.
- “Plus on est à l’aise dans son identité, plus on est accueillant envers les autres”, La Croix, 28 mai, 2004.
- “Minorités et nouvelle Europe”, Courrier des pays de l’Est, No 1052, novembre - décembre 2005.
- "Minorités et Nouvelle Europe", Le Courrier des pays de l’Est, 2005/6 (no 1052)
- “Les minorités nationales en Pologne, 1918-1945”, F. Bafoil (Dir. ) La Pologne, Fayard-Ceri, Paris, 2007.
- "Protection des minorités et autonomie culturelle" in Nations et territoires : Quelles institutions ?, Confluences méditerranéennes, Vol. 73, printemps 2010.
- “«Old» and «new» Minorities: The pro and contra of Similar Treatment, an Inclusion unaffordable? The uncertain fate of integration Policies in Europe”, Providus, Riga, 2010.
- “National minorities/ New minorities. What similarities and differences in contemporary Europe?”, Sens public, 2010.
- “Minorités et autonomie culturelle, La Bretagne au monde, Hopala, N°44, 2014.
- “Ukraine-Russie : Une instrumentalisation des minorités”, Médiapart, 17 mars 2014.
- “Réforme territoriale: promouvoir des régions charnelles”, avec H. Giordan, Mediapart, 24 septembre 2014.
- “Les Setos”, Le Peuple breton, 2016.
- “Région et régionalisme: La longue histoire du régionalisme français, le régionalisme alsacien”, Elsass (publication en ligne), No 2, janvier 2017.

#### Podcasts et vidéos
- La question des minorités en Europe, Radio France: France Culture, 27 octobre, 2014.
- Europe: les Métamorphoses (2/4) - Union divisée cherche modèle de gouvernance, Radio France: France Culture, 4 novembre 2014.
- Indépendance catalane : le dilemme européen, Radio France: France Culture, 6 octobre 2017.
- L’Europe et ses minorités , 24 avril 2013, UPEG Grenoble
- Les minorités culturelles dispersées, 28 juin 2013, Université de Bretagne Occidentale de Brest
- Colloque "Ethnocides, un tabou français", 19 mars 2022, Université de Bretagne Sud

### Ouvrages sur les pays baltiques

#### Ouvrages personnels ou en collaboration
- Les pays baltes, préface par Marc Ferro, GDM, 1989 (ISBN 978-2-403-03637-4, lire en ligne).
- Les pays baltes, (2ème édition), GDM, 1990.
- Pays baltes. Estonie, Lituanie, Lettonie, le réveil, avec F. Moulonguet, Autrement, 1991 (ISBN 978-2-862-60321-6, lire en ligne).
- Les États baltes, Clés, Montchrétien, 1992 (ISBN 978-2-402-49081-8, lire en ligne).
- Sympozjum w Wilnie o sześciu wiekach obecności Żydów na Litwie, Dni Pamieci, (avec Suzanne Pourchier-Plasseraud), 1993.
- La Lituanie juive: 1918-1940 messages d'un monde englouti, avec H. Minczeles, Autrement, 1996 (ISBN 978-2-746-70853-2, lire en ligne).
- Les États baltes, (2° Edition), Clés, Montchrétien, 1996 (ISBN 978-2-707-60757-7, lire en ligne).
- Carnets baltes, 1980-1999, Strasbourg, Lituanica, 1999 (ISBN 978-2-951-01543-2, lire en ligne).
- Les capitales baltes, avec Suzanne Pourchier-Plasseraud, Autrement Collection Guides, 1999 (ISBN 978-2-862-60841-9, lire en ligne).
- Lietuvos Zydai, 1918-1940, Prarasto pasaulio aidas, Vilnius, ALK/Baltos Lankos, 2000 (ISBN 978-9-955-00016-7, lire en ligne).
- Les États baltiques. Les sociétés gigognes, Armeline, Crozon, 2003.
- Les États baltiques, des sociétés gigognes, Crozon, Armeline, 2ème ed., 2006 (ISBN 978-2-910-87823-8, lire en ligne).
- Mazumos. Tautiniu it etniniu mazumu studiju ivadas, Vilnius, Apostrofa, 2006 (ISBN 978-9-955-60522-5).
- La Lituanie juive: 1918-1940 messages d’un monde englouti, avec Henri Minczeles, Autrement, 2006 (2nd ed.).
- Les Litvaks: L'héritage universel d'un monde juif disparu, avec Henri Minczeles et Suzanne Pourchier, La Découverte, 2008 (ISBN 978-2-707-15342-5, lire en ligne).
- Histoire de la Lituanie, un millénaire (Dir.), Crozon, Armeline, 2009 (ISBN 978-2-910-87836-8, lire en ligne).
- Irena Veisaite: Tolerance and involvement, in: On the Boundary of Two Worlds, Volume: 40, Brill, 2015 (ISBN 978-9-004-29890-3, lire en ligne).
- Les Germano-baltes, (avec Suzanne Pourchier) Armeline, 2022 (ISBN 978-2-910-87846-7).
- Les Yekkés de Lettonie, Armeline, 2024 (ISBN 978-2-910-87862-7).

Ouvrages collectifs
- L’année 1993 est encore difficile pour les pays scandinaves et les pays baltes, Grand Larousse Annuel, 1993 (ISBN 978-2-031-00293-2).
- The Days of Memory, Vilnius, Baltos Lankos, 1995 (ISBN 978-9-986-40340-1).
- Les minorités d’Estonie et leur statut, in Penser l’Europe, Séminaire international 2005/2006, Academia Româna, Bucarest, 2006.
- Riga, la cohabitation de sociétés rivales. Villes baltiques. Une mémoire partagée, CNRS Éditions, 11/2010.
- Lituanie, j’écris ton nom, L’Harmattan, 2013 (ISBN 978-2-343-00707-6, lire en ligne).
- Estonie, Lettonie, Lituanie 1918-2018, Groupe interparlementaire d’amitié France-Pays Baltes, Actes du colloque 2018, N° GA 152, juillet 2018.
- Lituanien, j’écris ton nom, L’Harmattan, 2020 (ISBN 978-2-343-20458-1).

#### Articles scientifiques
- “Sur la bonne voie …”, Le Peuple breton, décembre 1988.
- “Carnets baltes”, avec Suzanne Pourchier-Plasseraud, Esprit, février 1989.
- “Qu’en est-il des pays baltes?”, Le Peuple breton, mars 1989.
- “Ce qui se passe dans les pays baltes”, Le Peuple Breton, avril 1989.
- “La conférence du mouvement d’indépendance pour la Lettonie (LNNK), 21-23 août 1989”, Nouvelles baltes, No 7, septembre 1989.
- “Plein cadre, Yves Plasseraud et les pays baltes”, La liberté du Morbihan, 23 octobre 1989.
- “La renaissance des pays baltes, un sujet de réflexion pour le mouvement breton”, (interview), Ouest-France, 26 octobre 1989.
- “Retour à Riga'" with Suzanne Pourchier, Esprit, novembre 1989.
- “Lituanie. Coup de bélier dans l’empire éclaté”, Geo – Magazine, janvier 1990.
- “Vers l’indépendance des pays baltes”, avec S. Pourchier, Esprit, mars – avril 1990, Vol.160, p. 33-39.
- “La fédération des pays baltes est indispensable”, L’autre journal, mai 1990.
- “Francuzis par Baltijas valstim”, Briva Latvija, Interview par Rolands Lappuke, No 36, octobre 1990.
- "La rota de l’independencia?", Occitans, juillet – août 1990.
- “Post mortem – Juifs et Baltes“, Esprit, février 1991.
- “La question balte”, Cahiers pour croire aujourd’hui, 15 avril 1991.
- “Les pays baltes: enfin l’indépendance!, avec S. Pourchier, Esprit, octobre 1991.
- Estonie, Lettonie, Lituanie: une indépendance glauque (avec Suzanne Pourchier), Esprit, octobre 1992.
- Vilnius: retour au communisme? (avec S. Pourchier), Esprit, juin 1993.
- “États baltes, trois ans après l’indépendance”, Diagonales Est - Ouest, décembre 1994- janvier 1995.
- “Les États baltes: Quatrième année d’indépendance retrouvée”, Le Peuple breton, juillet/août 1995.
- “Reikia esverti, galeros metu, kai zmones nezino kur iriasi”, Lietuvos Rytas, 1995, rugpjucio 5 d.
- “Construire sur du sable : Les États baltes en 1995”, (avec S. Pourchier), Esprit, janvier-février 1996.
- “Les Juifs des pays baltes depuis 1980”, in Juifs d'Europe Centrale et Orientale 1945 - 1996, No 3, Yod, 1996-1997.
- “Le rôle des langues nationales dans l’affirmation identitaire des peuples baltes”, Langues et pouvoirs, de l’Afrique du Nord à l’Extrême-Orient, Edisud, Paris, 1998.
- “Les États baltes vers l’Europe", (avec S. Pourchier), Esprit, janvier 1999.
- “Pays baltes. Huit ans de liberté”, L’Europe centrale et orientale ; dix ans de transformations (1989-1999)", CEDUCEE, La Documentation française, 1999.
- “The Baltic States and the French Public Opinion since the Return to Independence”, Mosklo darbai, mokloslotyra, 3 , 1999.
- “Dix ans de transition baltes”, Regards sur l’Est, janvier/février 2000.
- “Estonie 1999-2000. Une avancée à pas de géant”,  Le courrier des pays de l’Est, juin-juillet 2000.
- "Réussir la sortie du communisme. L’exemple balte", avec S. Pourchier, Les cahiers lituaniens, Série documents, 12 septembre 2001.
- “Réussir la sortie du communisme. L’exemple balte", Esprit, février 2002.
- “Lituanie 2003 : Retour au multiculturalisme”, Diasporiques, No 25, mars 2003.
- "Yves`as Plasseraud. Nejaučiame atsakomybės už laisvę", Bernardinai, interview par Loic Salfati, 2003.
- “Pays baltiques : questions de citoyenneté?”, La Nouvelle Alternative, hiver 2003-2004.
- Interview dans le périodique informatique letton: Neirozes Iabak neslept, Politika. Lv: 14 mai 2004.
- Carnets baltes 1980-2004, Lituanica, Strasbourg, 2004.
- “Pays baltes : rêves, propagandes, malentendus", Intellectuels, médias et médiations autour de la Baltique, Questions de communication, No 6, 2004.
- “La Lettonie : Principal ennemi de la Russie”, Nordiques, No 7, printemps/été 2005.
- “Les minorités d’Estonie et leur statut”, Nordiques, No 8, automne 2005.
- “L’apport culturel des peuples baltiques à l’Europe”, La culture et l’Europe, Institut d’Études Slaves, 2005.
- “Pravilnim poutem idietié”, Tchass, (Riga), novembre 25, 2005.
- "Caucase du Sud, États baltes: derrière la géopolitique, une histoire". Caucaz, Europenews, 28 mars, 2006.
- “L’Estonie et le monde nordique”, Nordiques, No 11, automne 2006.
- “France-Lituanie 1918-2004: Sympathies réelles et occasions manquées”, Cahiers lituaniens, No 9, automne 2008.
- “Ar Paryzius atras Vilniu?”, Interview, Atgimimas, 27 birzelio 2008.
- “Lituanie : imaginaire politique et vie politique”, Regards Sur l’Est (RSE), 1er mars 2008
- “Vilna/Wilno/Vilnius ou le palimpseste retrouvé”, Multiculturalité urbaine en Europe Centrale, villes moyennes et bourgades. Cultures d’Europe Centrale, No 7, 2008.
- “Riga: La cohabitation de sociétés rivales", in Villes baltiques, Une mémoire partagée. Revue germanique internationale, CNRS, Paris, 2010.
- “Assiste-on aujourd’hui à une renaissance juive en Lituanie?”, RSE, 1er juillet 2011.
- “Révisionnisme lituanien”, Diasporiques, No 11, septembre 2011, p. 79.
- “Pologne-Lituanie: Un surprenant regain de tensions”, RSE Géopolitique (publié en ligne) 2 février 2011.
- “Lithuania and the Memory of the Shoah” (Holocaust), Vilnews, 2011.
- “Riga, une capitale”, RSE, N. 65.
- “Le russe, langue officielle en Lettonie?” Regard sur l’Est, 15 janvier 2014.
- “Les pays baltiques, européens d’abord?”, Esprit, Vol.Mai (5) 2021.
- “La guerre en Ukraine vue depuis les pays baltiques”, Esprit, septembre 2022.
- "Comment se situent les Etats baltiques au sujet de la guerre russe en Ukraine et par rapport à l’Occident ?", Diploweb, 11 juin 2023.

#### Podcasts et vidéos
- Interview au Centre culturel français de Vilnius, 2009
- "Les Litvaks : l'héritage universel d'un monde juif disparu", Radio France: France Culture, 31 mars 2019.
- Guerre en Ukraine : comment protéger les pays baltes ?, Radio France: France Culture, 27 juin 2022.
- Tête-à-tête avec Yves Plasseraud, Institut français de Lituanie, 2022.
- Les États baltes, Nouvel Esprit Public, 9 julliet 2023.

### Ouvrages divers

#### Ouvrages personnels ou en collaboration
- Les nouvelles démocraties d'Europe centrale: Hongrie, Pologne, Tchécoslovaquie, Bulgarie, Roumanie : Clés, Montchrétien, 1991 (ISBN 978-2-707-60492-7, lire en ligne).
- Et merde pour le Roi d’Angleterre, stéréotypes xénophobes en Europe, avec Philippe Hamon, préface Yves Meny, PUR, 2023 (ISBN 978-2-753-59364-0, lire en ligne).

#### Ouvrages collectifs
- Bureaucraties chinoises : Études chinoises, dir. R.Lew et F.Thierry, L’Harmattan, 1987 (ISBN 978-2-336-44570-0, lire en ligne).
- Les masques du racisme, Recueil, Le Monde diplomatique, octobre 1990.
- Dictionnaire constitutionnel, (O. Duhamel, Y. Meny), Article Pologne, 1991 (ISBN 978-2-130-44256-1, lire en ligne).
- Russie: la décentralisation aux prises avec l'étatisme, La Documentation Français, 1994 (ISBN 978-2-110-03252-2, lire en ligne).
- Les extrémismes en Europe, Paris, Centre Européen de Recherche et d’Action sur le Racisme et l‘Antisémtisme (CERA), L’aube, 1998 (ISBN 978-2-876-78351-5, lire en ligne).
- Dialogue among Civilisations, The International Conference in Vilnius, Lithuania 23-26 April 2001, UNESCO, Paris, 2002.
- Penser les frontières de l’Europe du XIX° au XXI° siècle. Élargissement et union : approches historiques, dir. Gilles Pécout, PUF, 2004 (ISBN 978-2-130-54301-5, lire en ligne).

#### Articles scientifiques
- “La Nouvelle droite fait son chemin",  Esprit, juillet 1983.
- “Droite intellectuelle (Nouvelle droite), droite politique et Extrême - Droite : des points communs”, Article 31, novembre 1984.
- “Controverse”, Esprit, Plasseraud, Yves, et al., 1984 (88 (4)), p. 179-182
- “Décadence et barbarie”, Article 31, mars 1985.
- “Décadence et barbarie (2nd part)”,  Article 31, julliet 1985.
- “Le R.P.R: Un bien étrange libéralisme”,  Article 31, juin 1985.
- “Écrits sur Le Pen (E. Roussel, A. Rollat): Book Review”,  Esprit, octobre Vol.9 (7), p.10, 1985.
- “Ambiguïtés idéologiques”,  Article 31, octobre 1985.
- “1985: Une convergence G.R.E.C.E – M.N.R?”, Article 31, février 1986.
- “L’ésotérisme n’est pas (seulement) ce que l’on pense”, Article 31, mai 1986.
- “Alain de Benoist «Europe – tiers – monde, même combat”, Article 31, septembre 1986.
- “Le mythe du guerrier - extrême droite et chose militaire”, Celsius, 12, 1986.
- “Où est passée la nouvelle droite? Immersion subversive”,  Le droit de vivre, juin - julliet 1987.
- “URSS: Les nouvelles droites grand – russe”, Celsius, octobre 1987.
- “Ombres et lumières du néo-cosmopolitisme”,  Celsius, février 1988.
- “Progrès des droites russes”, Celsius, mars 1989.
- “Le retour du pendule : l’extrême droite en Europe de l’Est” (interview),  Celsius, Janvier 1990.
- “A l’Est, après un si long déficit démocratique”, Le monde diplomatique, juin 1990.
- “Le retour vers l’Europe, Russie: la décentralisation aux prises avec l’étatisme”, Ex-URSS, La Documentation française, édition 1994.
- “Gérard Chaliand : Un itinéraire combattant, Afrique, Asie, Amérique latine. 30 ans d'expérience de terrain”,  Esprit,  1998, Vol.241, p.289-289
- “La démographie, ce facteur si souvent oublié : l’immigration, dernier recours face au vieillissement”, Atlantico, décembre  14, 2012.
- “Le Tourisme mémoriel en Europe centrale et orientale, Esprit, coll. « Usages de la mémoire »”, Compte-rendu de lecture par Yves Plasseraud, 2014 (vol. 408 (10), p.146-148
- “Comprendre la géopolitique ukrainienne”,  Le Peuple breton, avril 2014.
- “Visus darbus atlieku tik jausdamas didele simpatija Lietuvai”, Bernardianai 13/02/2014
- “Contre le populisme, le nationalisme revisité”, Elsass Journal, No 6, mai 2017.
- "Du centre et de la périphérie. Au carrefour d'italophonie et francophonie, Aracne, coll. « L'Essere di linguaggi » by Giovanni Agresti, Henri Giordan, Compte-rendu de lecture par Yves Plasseraud", Esprit, No. 438, octobre 2017.
- “Jei kam idomu, esu pasirengusi papasakoti savo istorija, Irena Veisaite”, Literatura ir Menas, No 14 2017.
- “Europe, pourquoi partir ou rester?”, Elsass Journal, Numéro 10, Novembre 2017.
- “Le risque de prolifération étatique en Europe”, Diasporiques, No 40, janvier 2018.